# Belvedere (arkitektur)

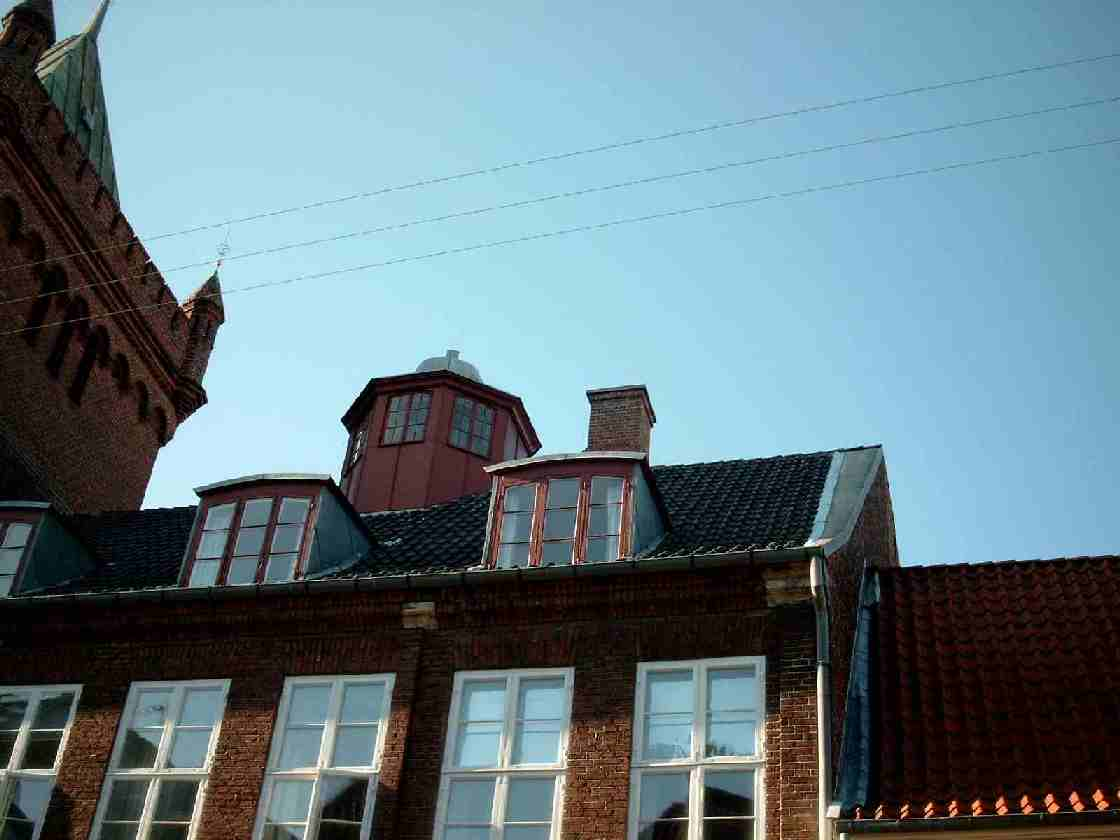
Belvedere på ett tak i Helsingør.

Belvedere /ˈb ɛ l v ɪ d ɪər/ (från italienskans bello = vacker och vedere = syn, utsikt) är en arkitektonisk struktur, ofta ett torn, som uppförts för ge en vacker och vid utsikt. Termen har använts både för rum i den övre delen av en byggnad eller strukturer på taket, eller en separat paviljong i en trädgård eller park. Den faktiska strukturen kan vara av vilken form eller stil som helst, inklusive ett torn, en kupol eller ett öppet galleri. Termen kan också användas för en stenlagd terrass eller bara en plats med en bra utsikt, men ingen egentlig byggnad.

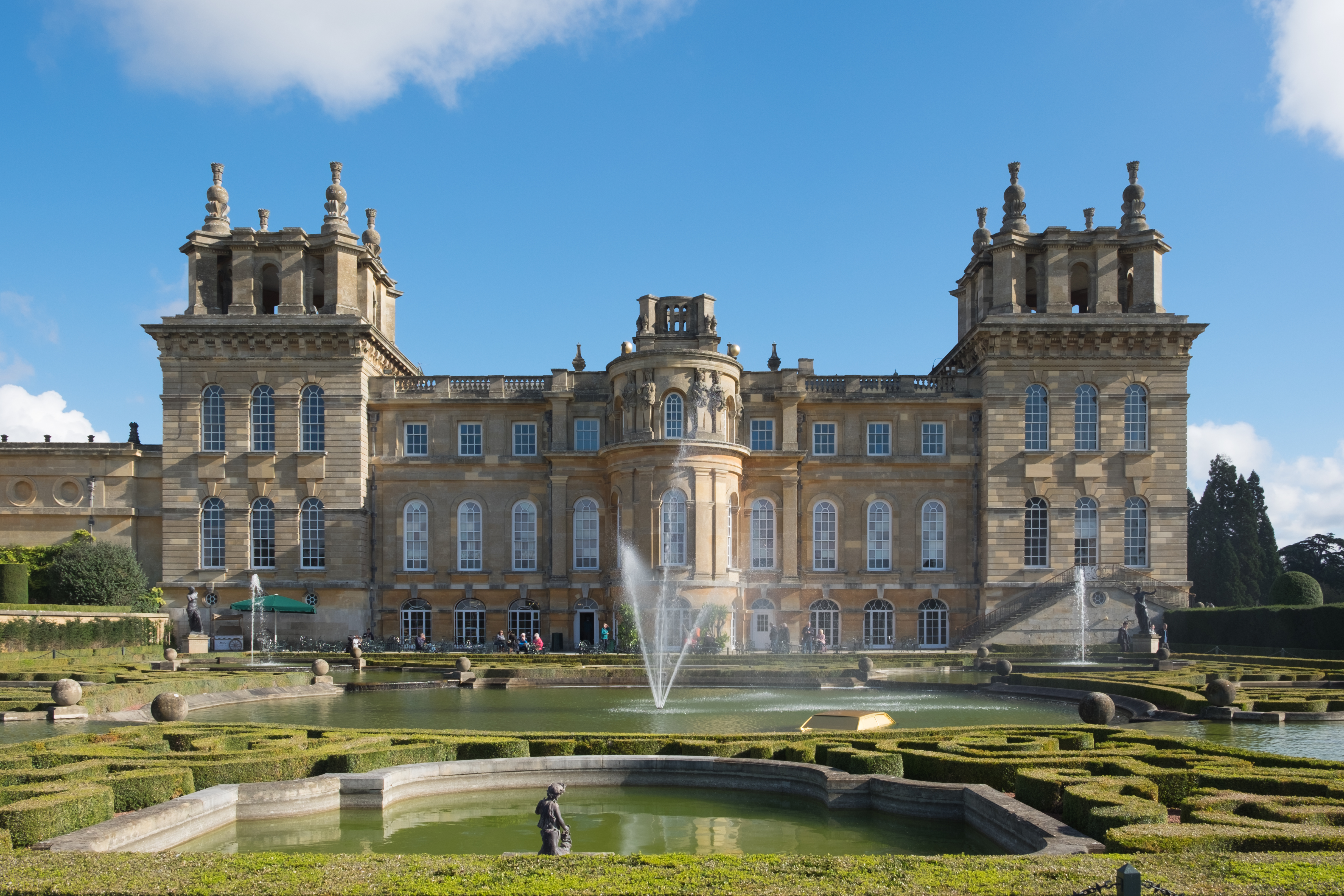
Belvederes på taket av Blenheim Palace, England

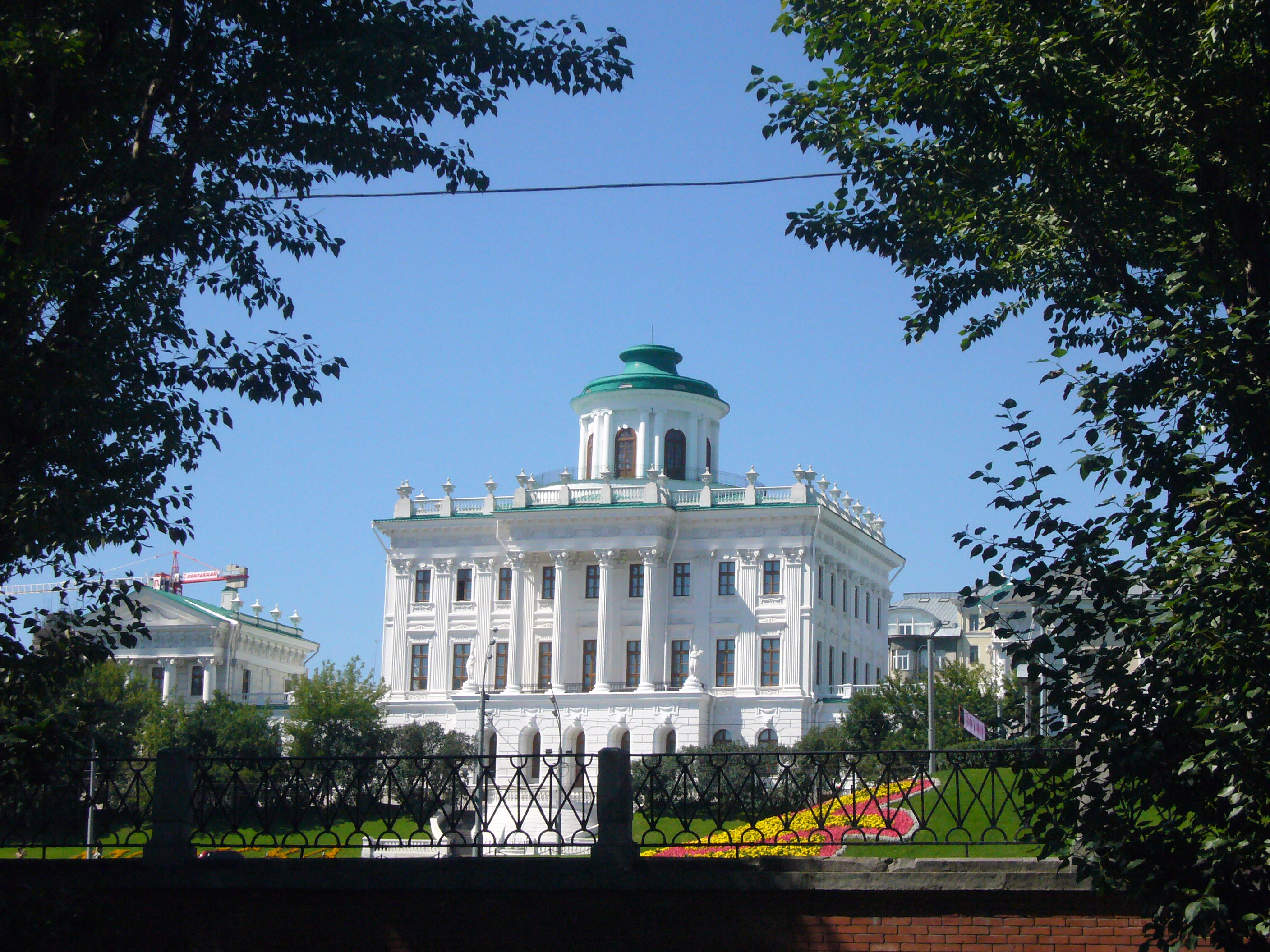
Pashkov House krönt med en belvedere i Moskva, Ryssland)

Det har också använts som ett namn för en hel byggnad, som i Schloss Belvedere, Wien, ett enormt palats, eller Belvedere Castle, en fåfänga i Central Park i New York.

## Exempel
På sluttningen ovanför Vatikanpalatset, (cirka 1480-1490), byggde Antonio del Pollaiuolo en liten Paviljong (kasino på italienska) som heter Palazzetto eller belvedere för påven Innocentius VIII. Några år senare kopplade Donato Bramante Vatikanen till belvedere, ett uppdrag från påven Julius II, genom att skapa Cortile del Belvedere ("Belvederes innergård"), där Apollo Belvedere stod bland de mest kända antika skulpturerna. Detta inledde modet med belvedere på 1500-talet.

## Bildgalleri

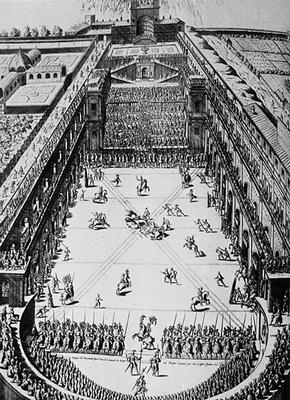
En karusell I Cortile del Belvedere, 1565
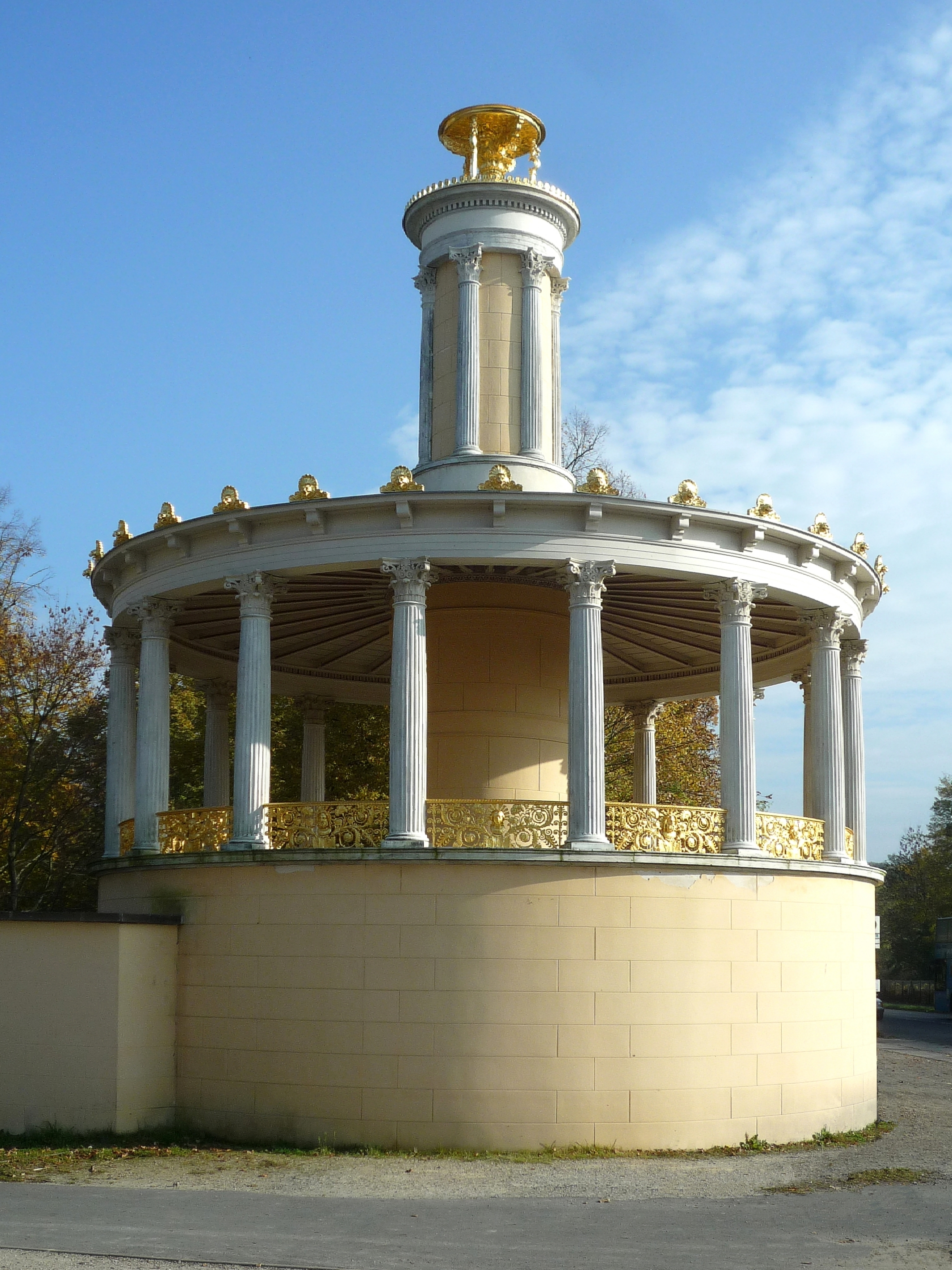
Belvedere i parken vid Glienickepalatset i Berlin
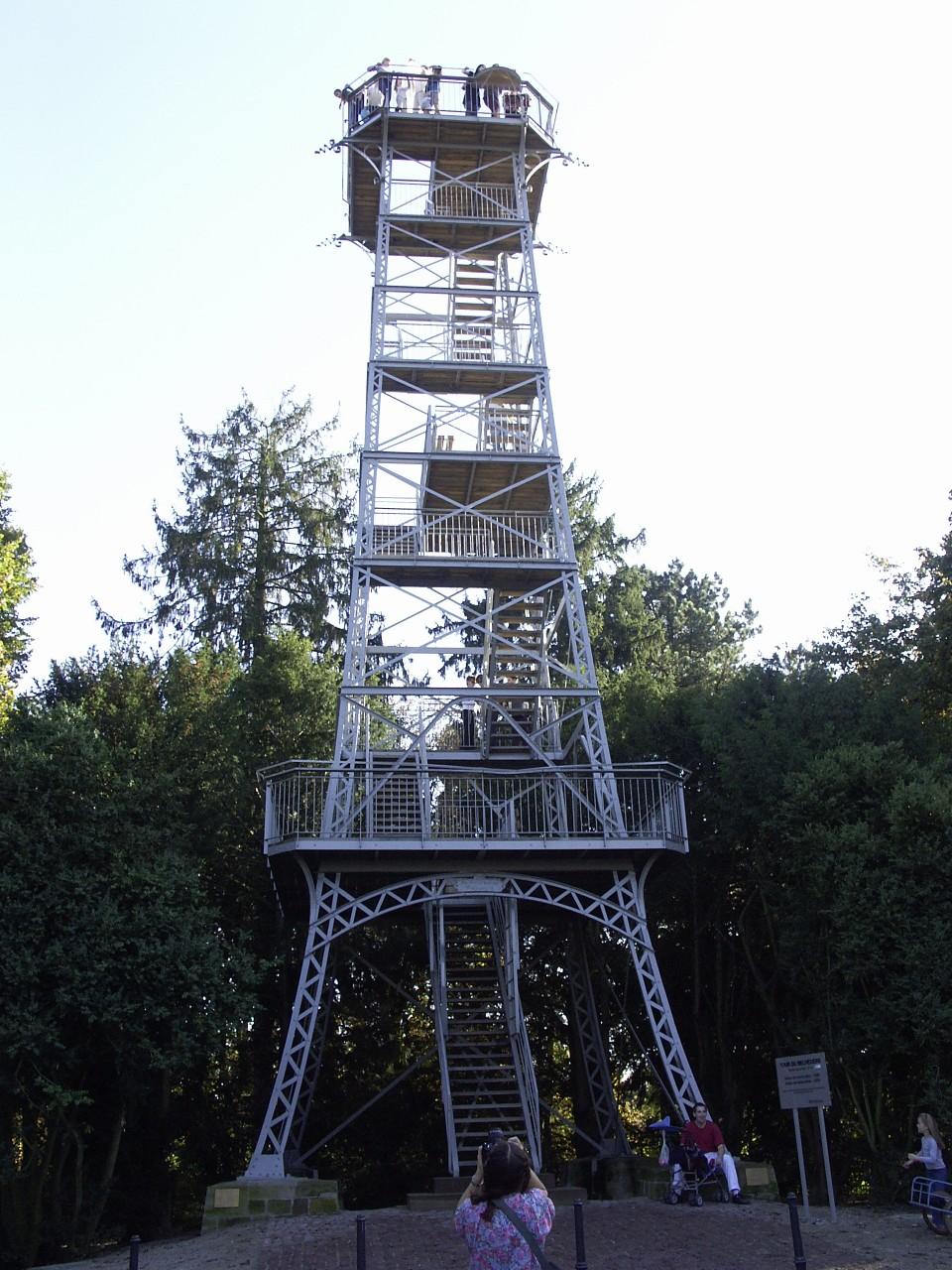
Tour du Belvédère, Mulhouse i Alsace
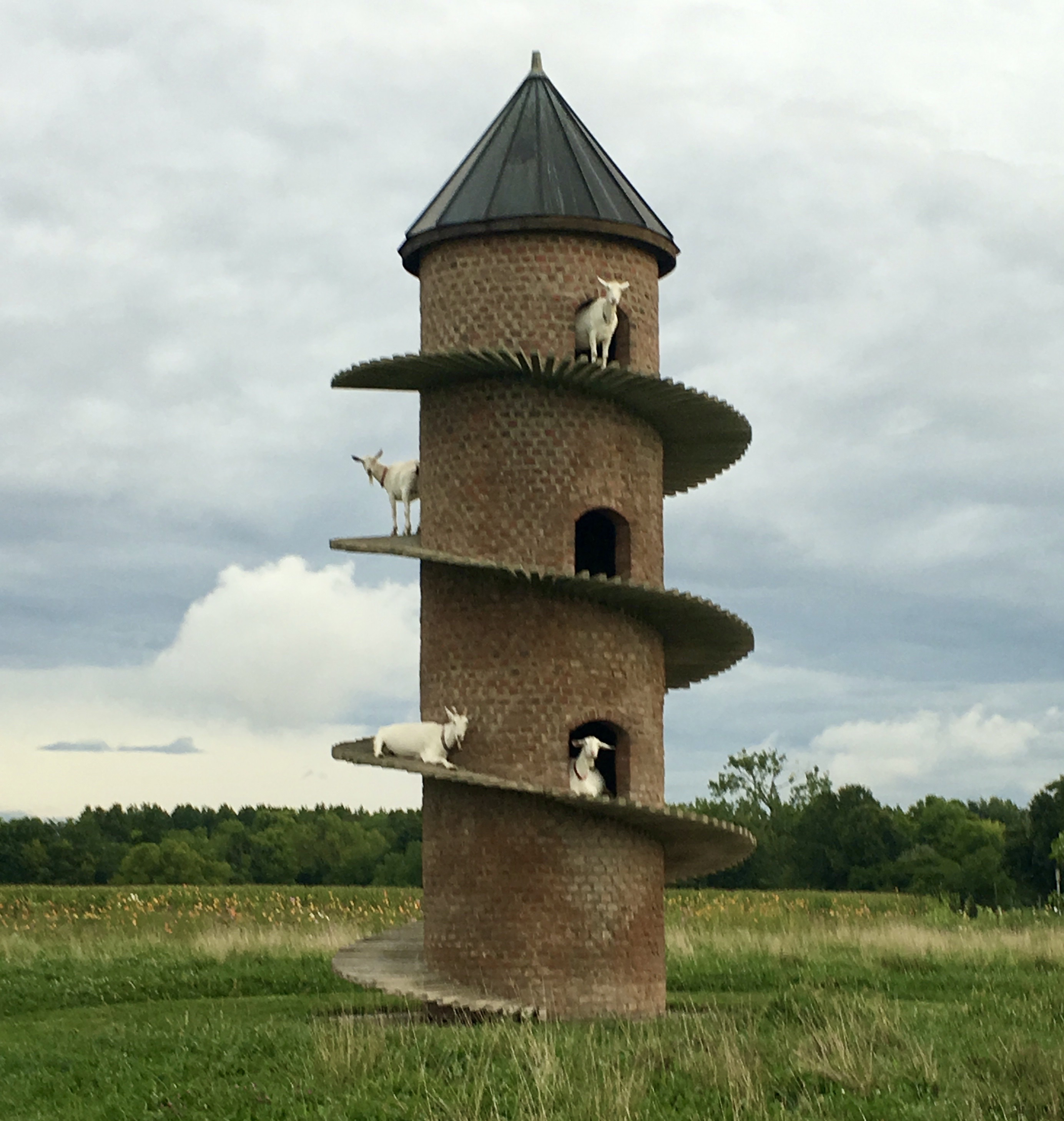
Johnsons belvedere, "Tower of Baaa" i Findlay, Illinois
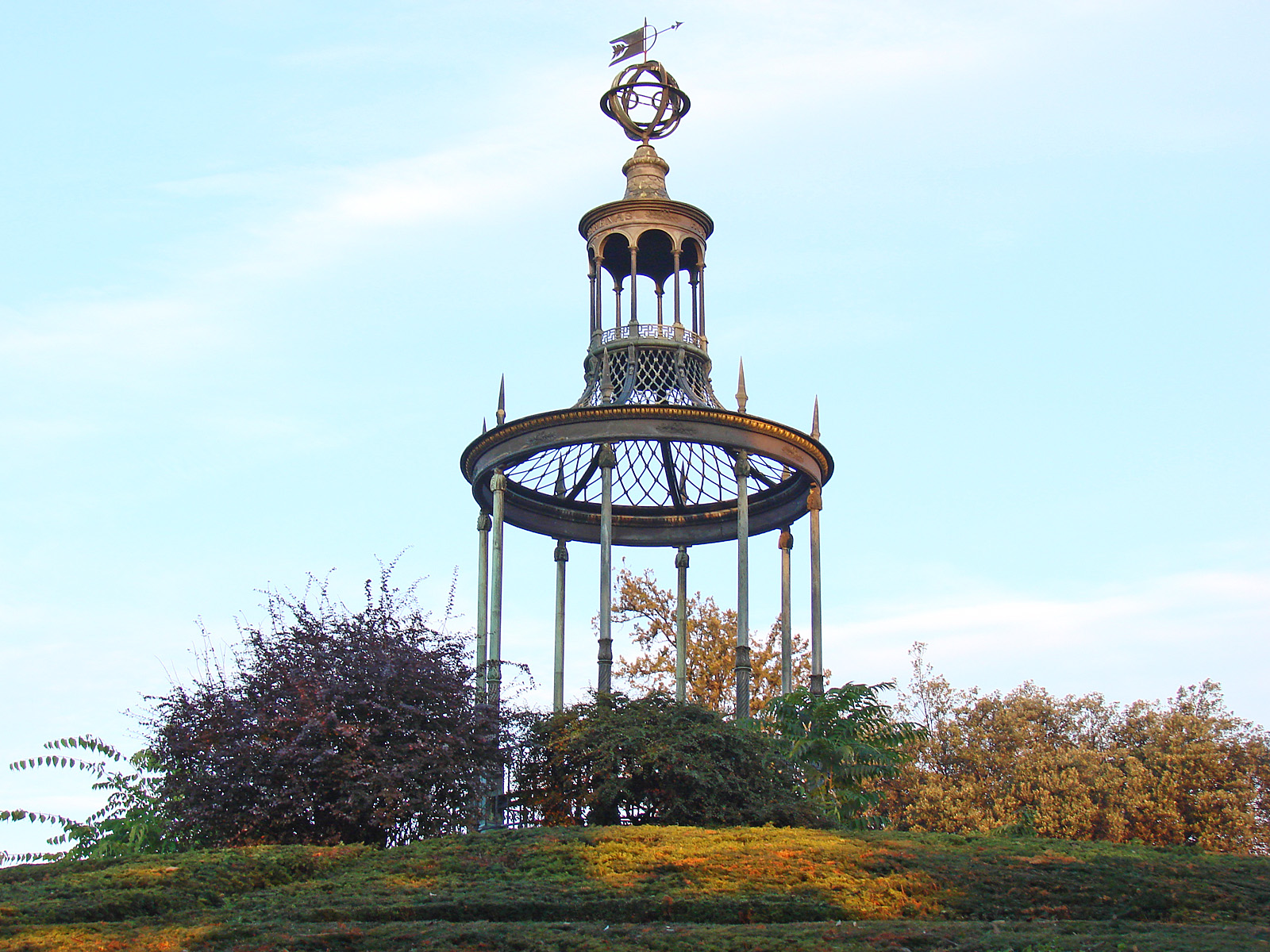
Gloriette de Buffon i Jardin des plantes i Paris
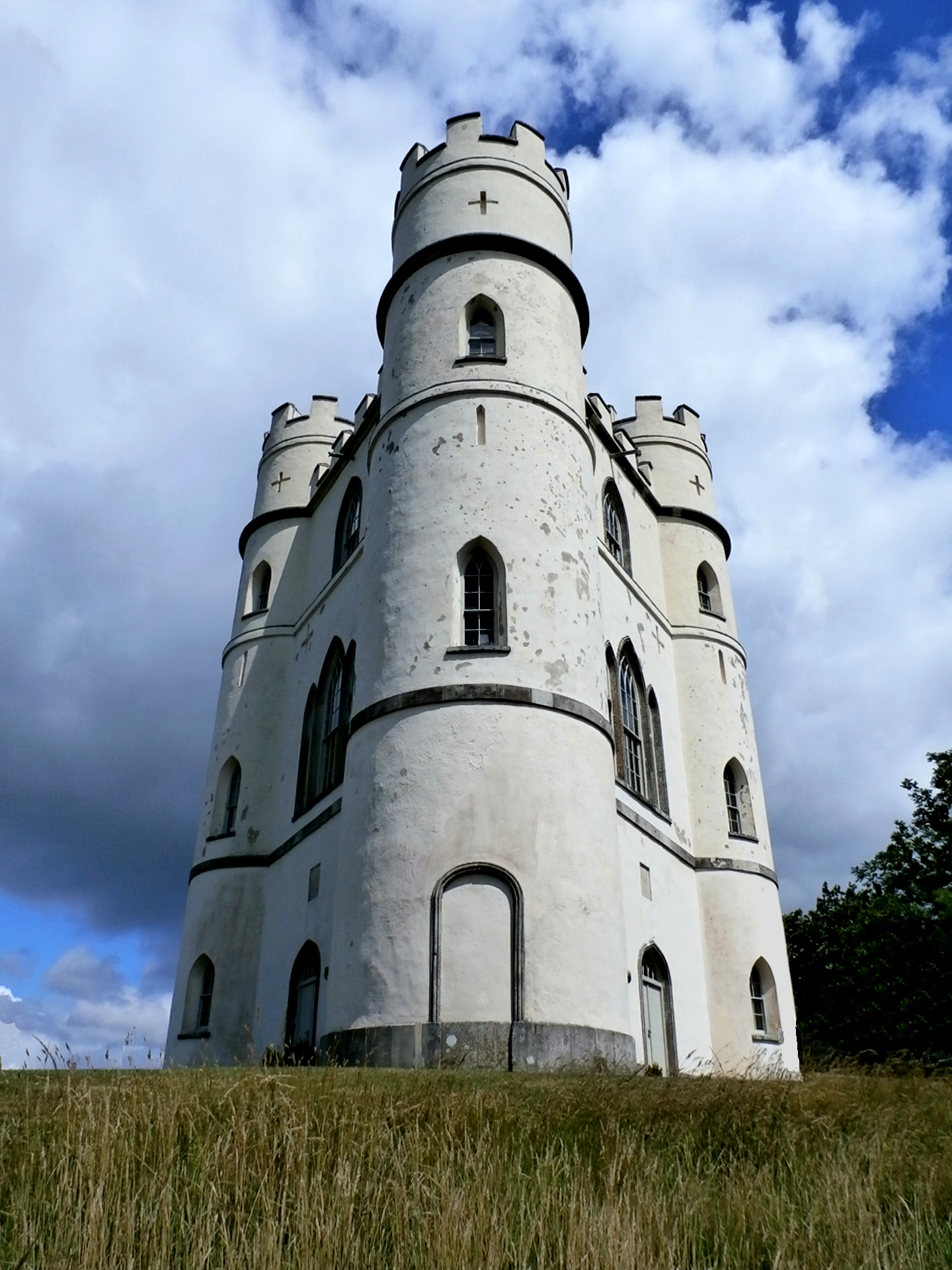
Haldon belvedere, i Devon, Storbritannien
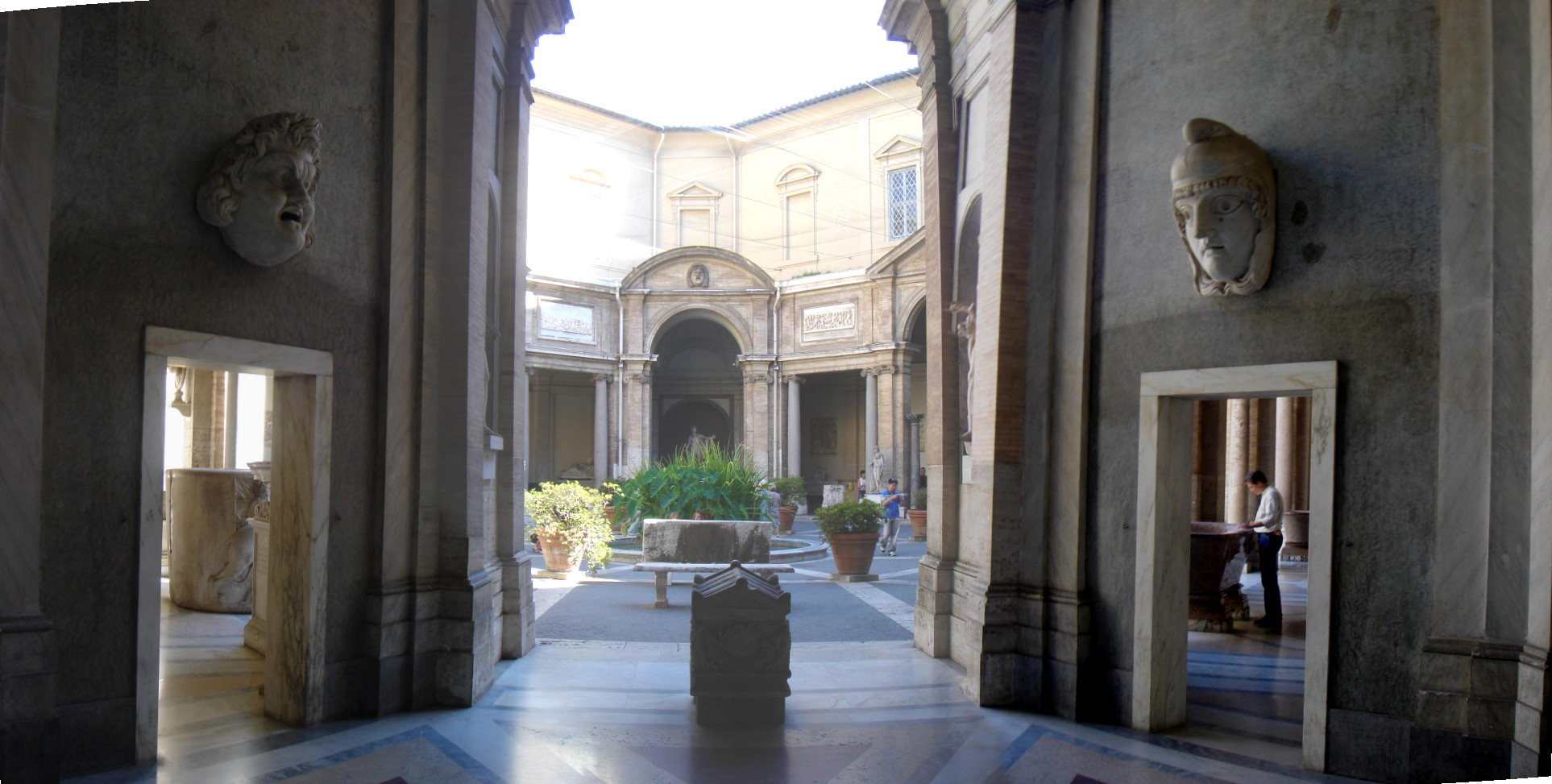
Uteplats i Cortile del Belvedere i the Vatikanen
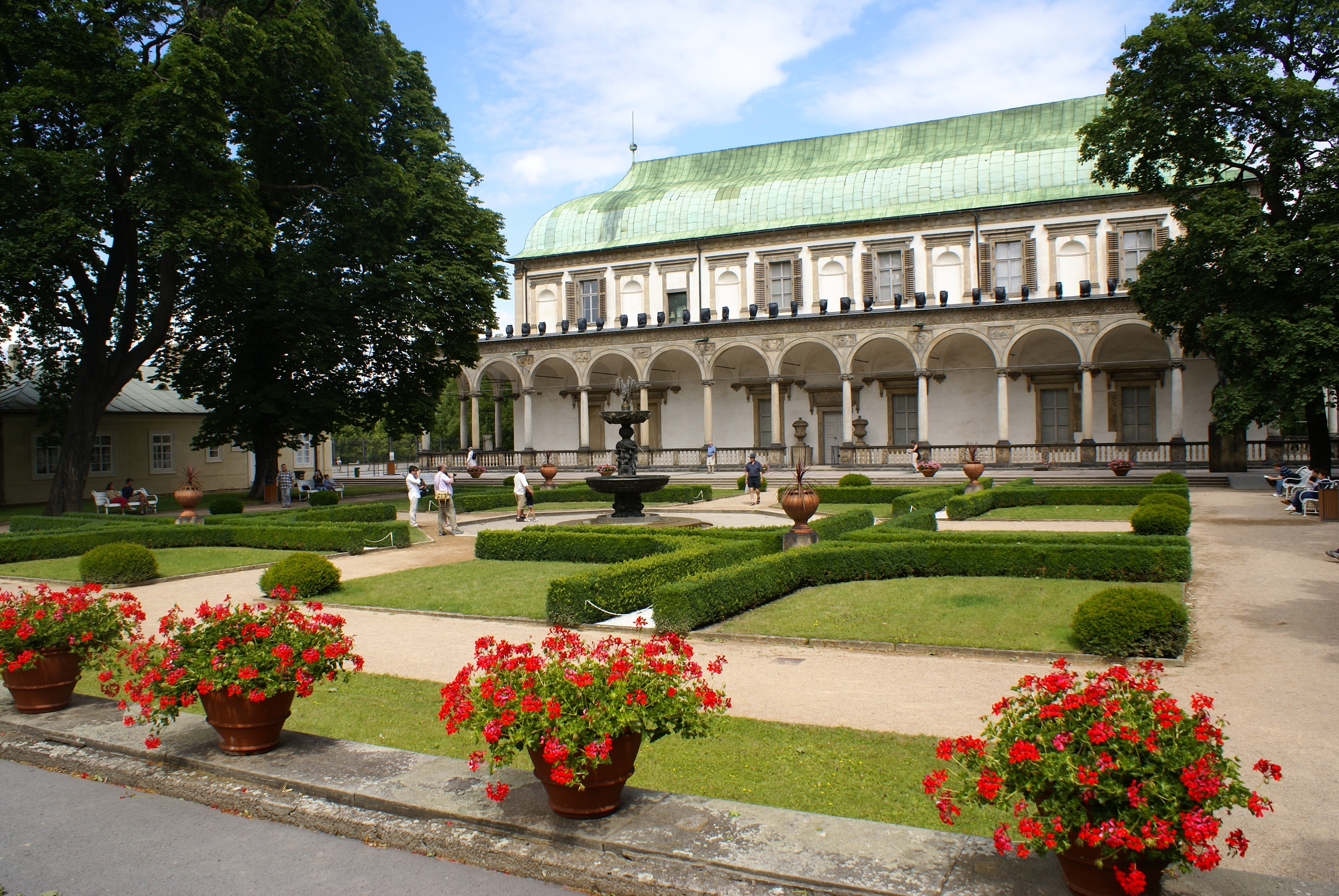
Belvedere vid drottning Annas sommarpalats i trädgården till Pragborgen (1538–1560)
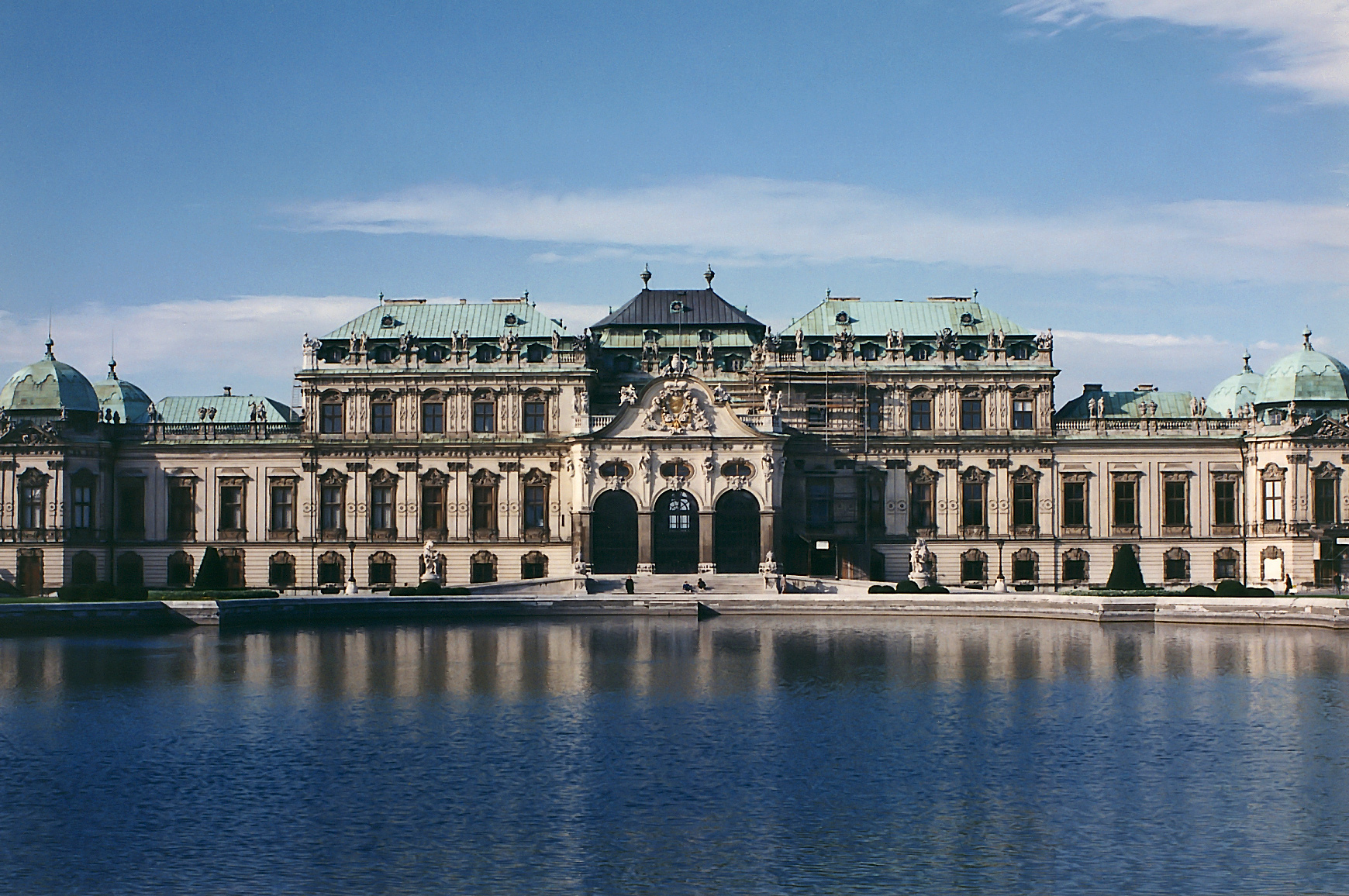
Belvedere, Wien
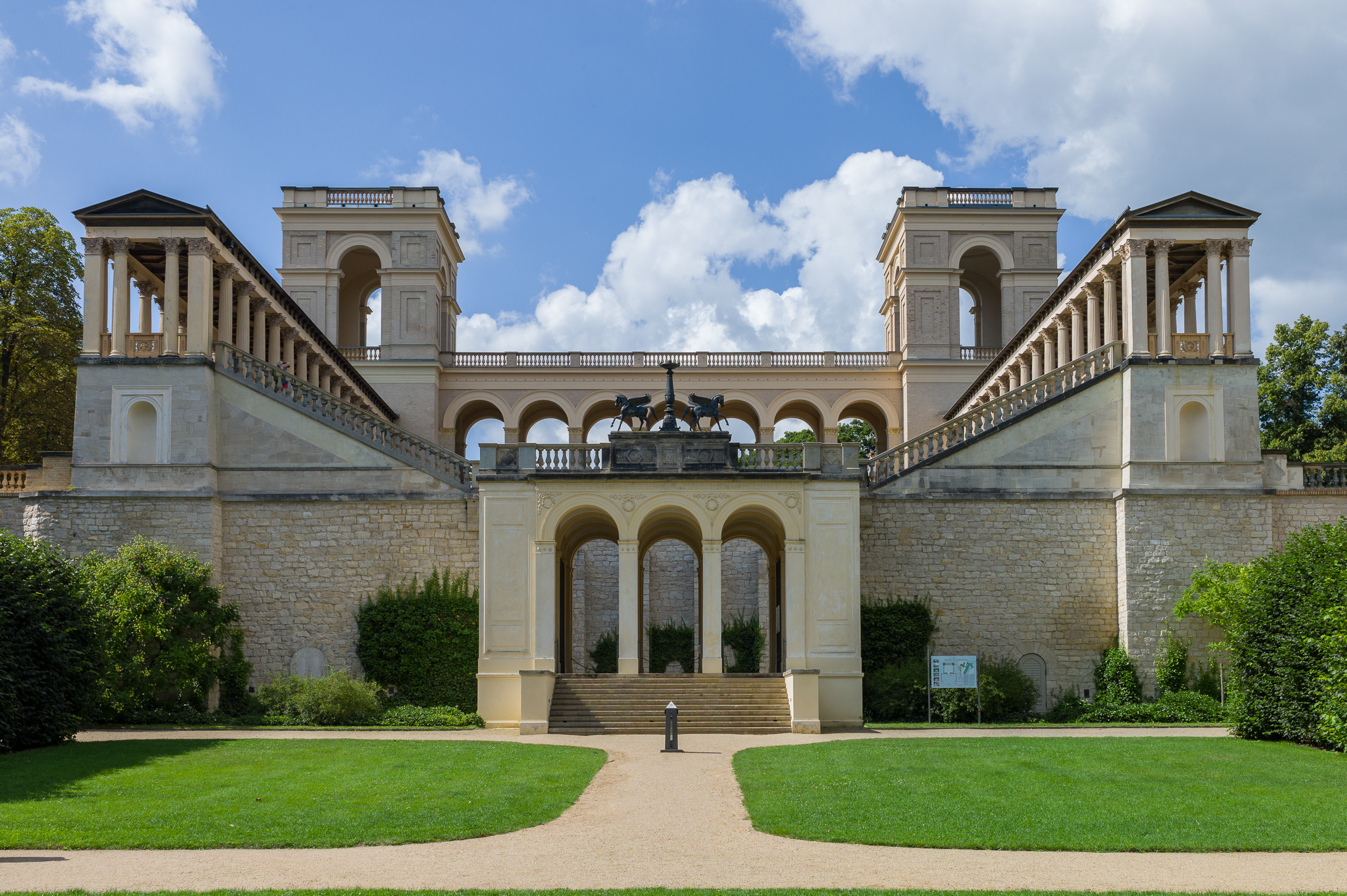
Il Belvedere på Pfingstberg i Potsdam
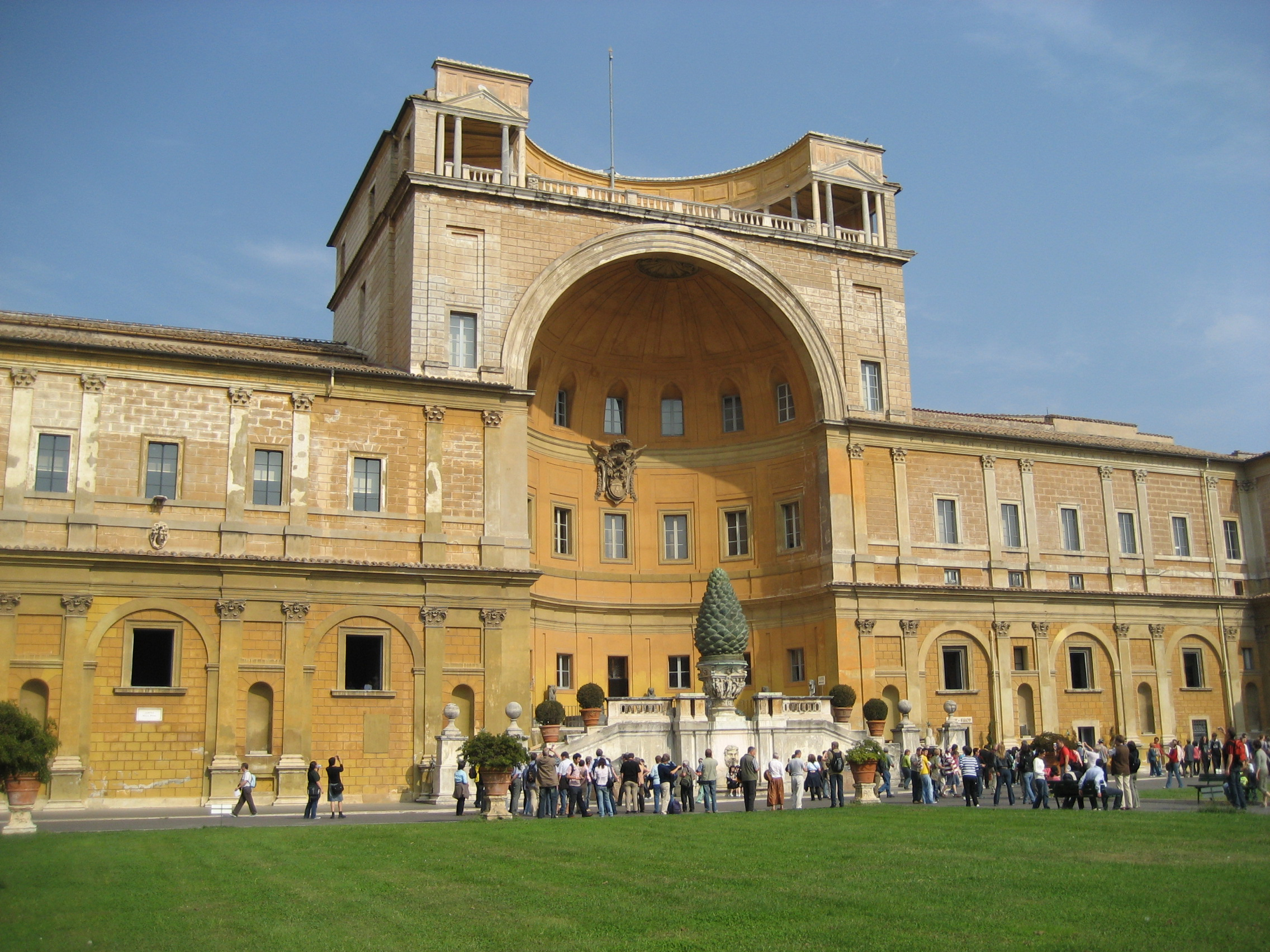
Cortile del Belvedere, Vatikanstaten
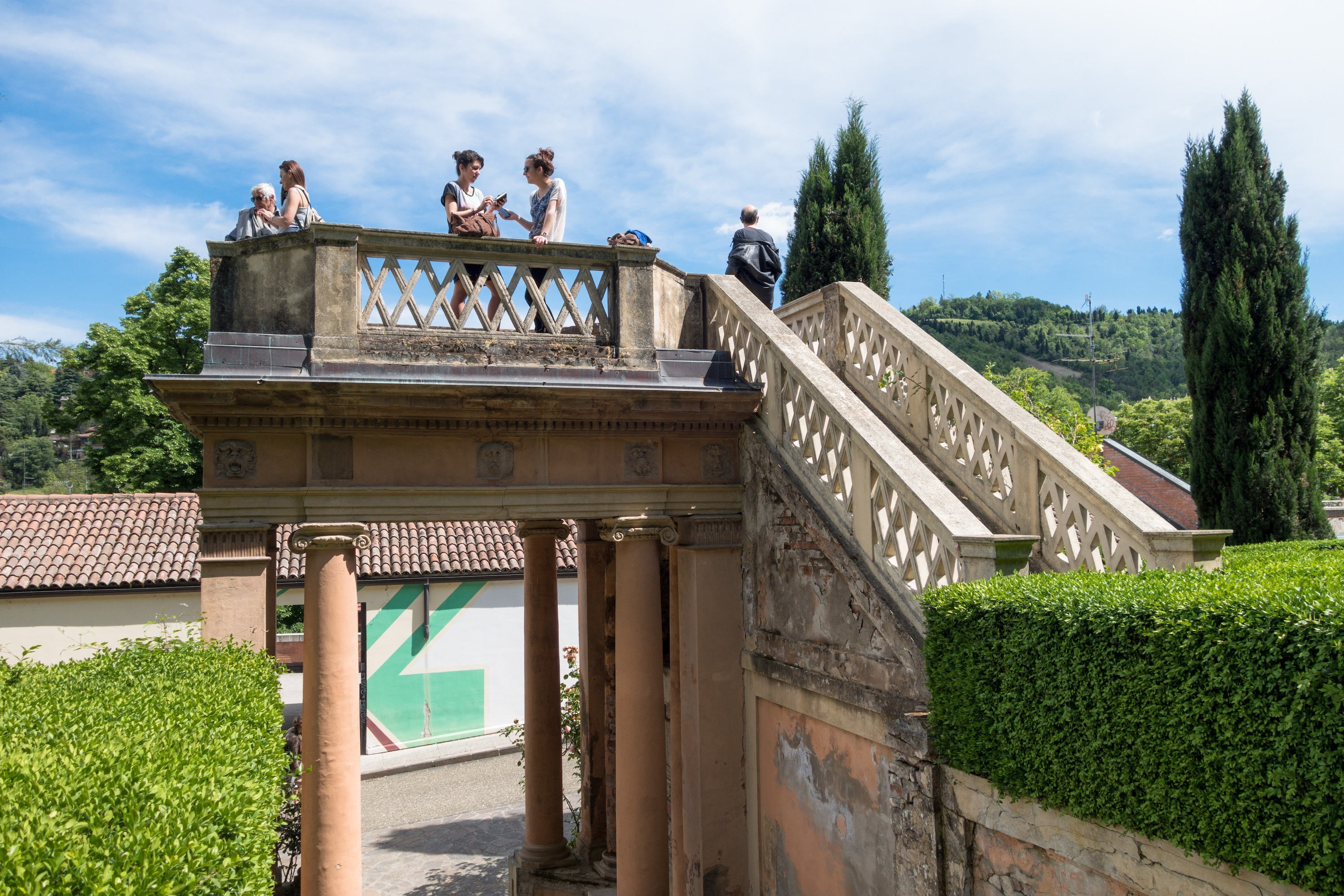
Belevedere av Villa Spada i Bologna
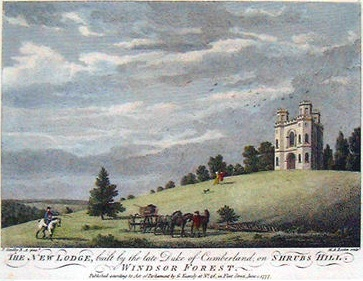
"Shrubs Hill Tower", Windsor Omdöpt till " Fort Belvedere".
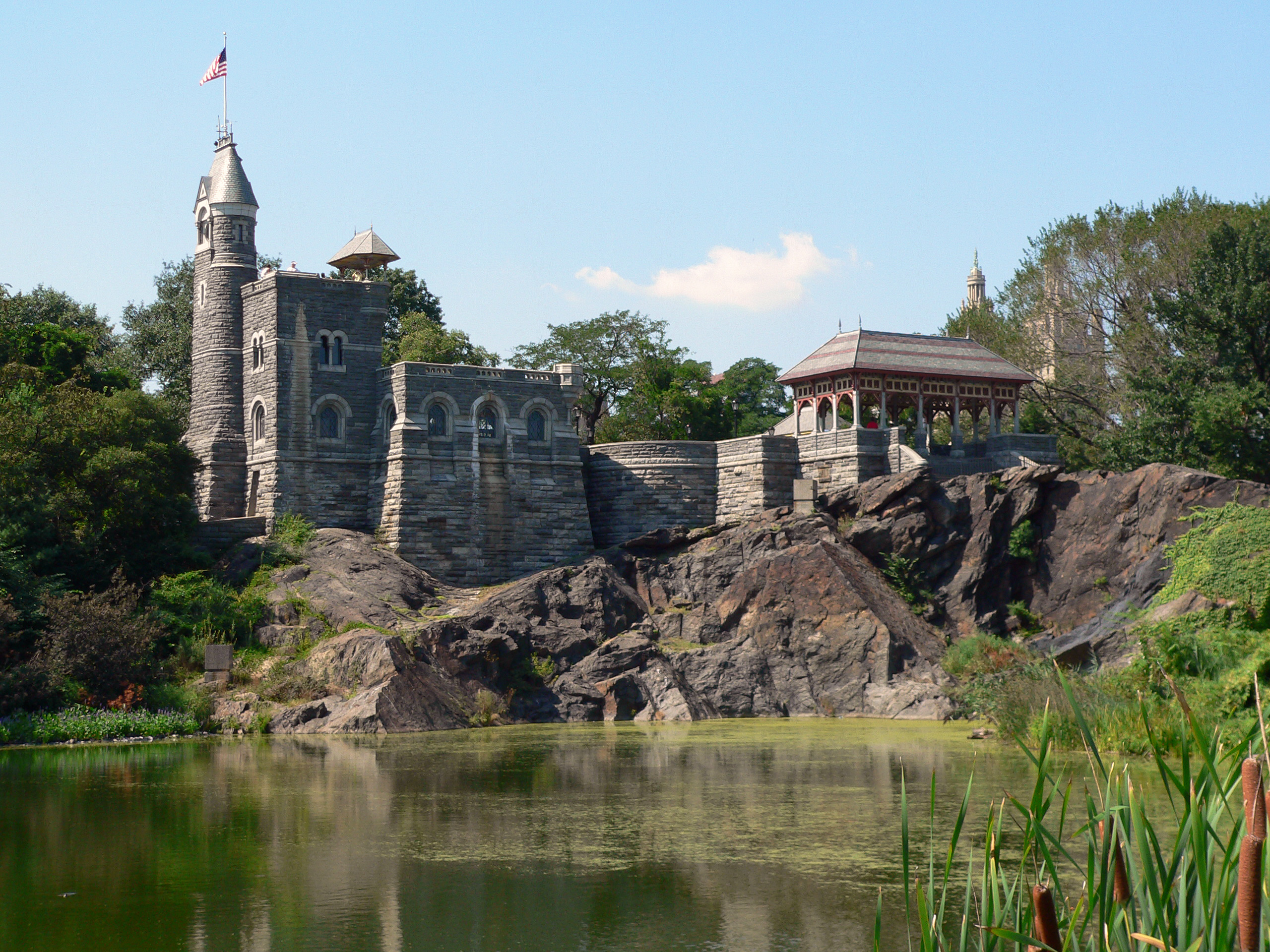
Belvedere slott, Central Park, New York